# Mick Schumacher
Mick Schumacher (Vufflens-le-Château, 22 de março de 1999) é um automobilista alemão nascido na Suíça que atualmente é piloto da Alpine Endurance Team no Campeonato Mundial de Endurance da FIA. Ele competiu na Fórmula 1 pela equipe Haas por dois anos, posteriormente sendo também piloto reserva das equipes de Fórmula 1 da Mercedes e da McLaren.
Ele começou sua carreira no cartismo em 2008, progredindo para a Fórmula 4 alemã em 2015. Depois de vencer o Campeonato Europeu de Fórmula 3 da FIA em 2018, Schumacher progrediu para a Fórmula 2 em 2019 e sagrou-se campeão da categoria na temporada seguinte. Ele é filho do heptacampeão de Fórmula 1 Michael Schumacher e sobrinho do também ex-piloto Ralf Schumacher.

## Biografia
Mick Schumacher nasceu em 22 de março de 1999 em Vufflens-le-Château, uma comuna da Suíça, e cresceu em Gland, também na Suíça. Ele é o filho mais novo do heptacampeão da F1 Michael Schumacher com a campeã europeia de equitação Corinna Schumacher (nascida Betsch). Ele possui uma irmã mais velha chamada Gina-Maria, que também compete no hipismo, é sobrinho do ex-piloto de F1 Ralf Schumacher e primo do também piloto David Schumacher. Mick recebeu este nome em homenagem ao pentacampeão da MotoGP Mick Doohan, que era amigo próximo de Michael e de toda a família Schumacher.
Michael chegou a declarar que seu filho nunca correria e que não o criaria para ser seu sucessor. Mas posteriormente, o incentivou na carreira, o acompanhando em campeonatos de cartismo.
Schumacher estava esquiando com seu pai quando Michael sofreu ferimentos cerebrais com risco de vida em 29 de dezembro de 2013. Em março de 2017, Mick falou publicamente sobre seu pai pela primeira vez, descrevendo-o como "meu ídolo" e "meu modelo".
Mick Schumacher também é um enxadrista amador, e o piloto credita o xadrez como parte integrante de sua preparação mental antes de uma corrida, declarando que as partidas o ajudam a se manter focado e mentalmente pronto para os desafios nas pistas.
Schumacher possui uma forte relação de amizade com seu compatriota, Sebastian Vettel, que também atua como seu mentor, e é visto como um pai pelo jovem piloto alemão. Ele também é um bom amigo do piloto Esteban Ocon, que já manifestou abertamente o desejo de tê-lo como companheiro de equipe na Alpine. Mas a vaga foi para Jack Doohan, filho de Mick Doohan, que cresceu próximo a Mick e à família dele. Schumacher também é dono de uma cadela chamada Angie.
Em 2023, Mick assumiu relacionamento com a modelo dinamarquesa Laila Hasanovic, que foi finalista do Miss Universo Dinamarca em 2019. Em 2024, foi divulgado que eles estariam noivos.

## Carreira

### Início
Iniciou a carreira no automobilismo em 2008, no kart. Na época, ele não usava o sobrenome Schumacher, se inscrevendo com nomes como Mick Betsch (Betsch é o sobrenome de solteira de sua mãe, Corinna Schumacher) e Mick Junior para evitar uma possível comparação entre ele e Michael Schumacher. Foi vice-campeão alemão, europeu e mundial em 2014, que foi o último ano em que ele disputou campeonatos da modalidade.

### Fórmula 4

#### F4 Alemã
Em 2015, estreou nos monopostos ao correr na ADAC Fórmula 4 pela Van Amersfoort Racing, correndo com Joey Mawson, Harrison Newey e Kami Moreira-Laliberté, onde venceu pela única vez na corrida 3 da primeira etapa em Oschersleben, voltando ao pódio na corrida 2 da segunda rodada nesse mesmo circuito. Mick terminou em 10° lugar, com 92 pontos.
No ano seguinte, Mick ganhou a companhia de Jüri Vips e de Juan Manuel Correa. Ele disputou todas as rodadas do campeonato, tendo quatro poles, cinco vitórias e mais sete pódios, mas foi derrotado pelo australiano Joey Mawson, que teve o dobro de vitórias de Schumacher e fez 52 pontos a mais que ele.

#### F4 Italiana
Ele também disputou a Fórmula 4 Italiana pela equipe Prema Powerteam, também tendo Vips e Correa como companheiros. O alemão foi o grande favorito do campeonato, travando uma intensa disputa com o argentino Marcos Siebert, da Jenzer Motorsport. Mick teve cinco vitórias e mais cinco pódios, mas perdeu o título para Siebert, que tinha uma vitória a menos do que ele, porque a equipe Prema, na qual o alemão corria, se ausentou da rodada quádrupla de Adria por conta do excesso de carros. Assim, Mick foi o vice-campeão, tendo 216 pontos, quinze a menos do que Siebert.

### Fórmula 3 Europeia

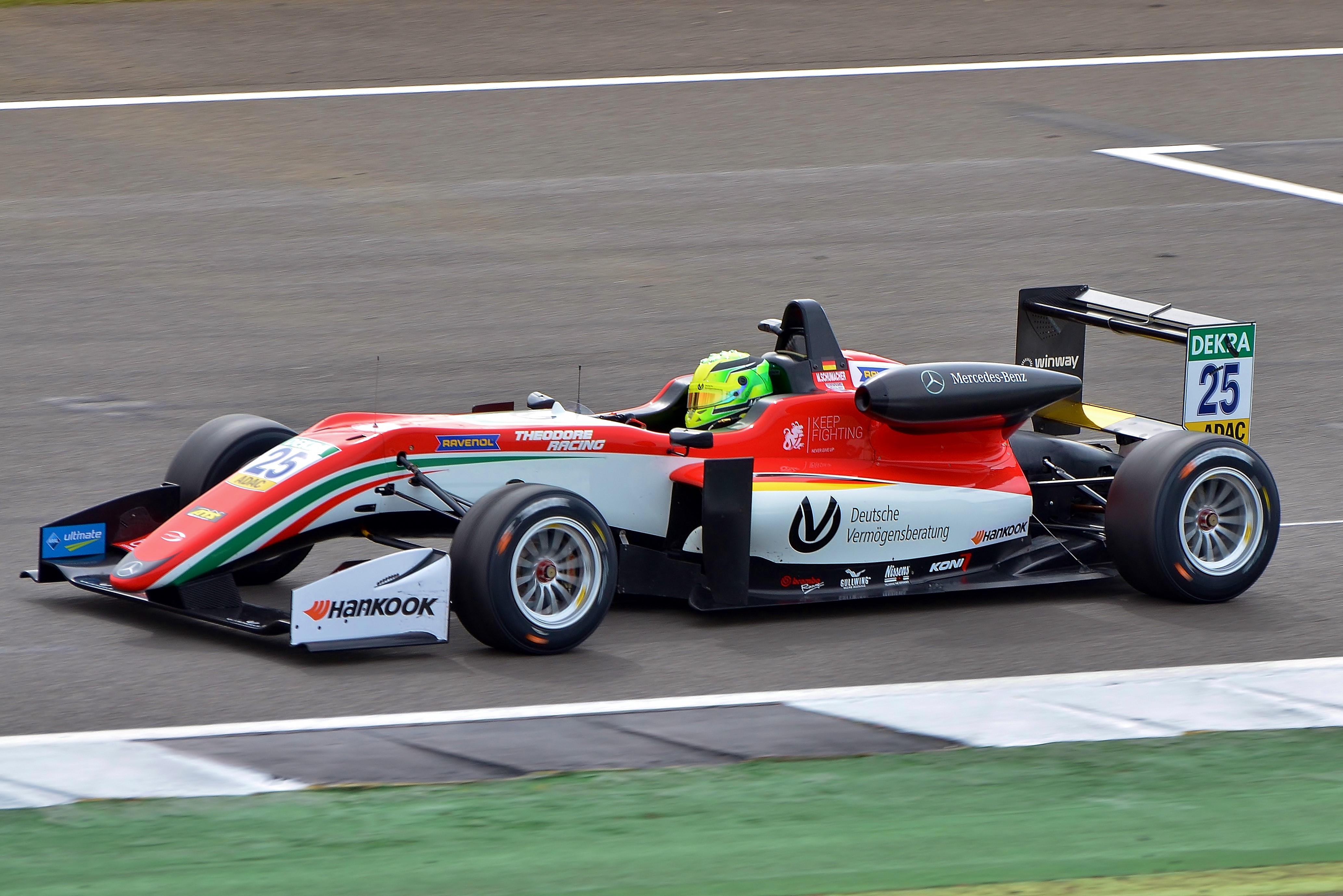
Schumacher durante o Campeonato Europeu de Fórmula 3 de 2017.

Em 2017, Schumacher estreou no Campeonato Europeu de Fórmula 3, tendo como companheiros de equipe Maximilian Günther, Callum Ilott e Guanyu Zhou. Na temporada de estreia, Mick acabou ficando em 12° lugar, com 94 pontos e um pódio, na corrida 2 realizada em Monza, sendo o pior piloto da Prema no ano, já que Günther foi o terceiro colocado, somando 289 pontos a mais que seu compatriota, Ilott foi o quarto, fazendo 250 pontos a mais que Mick, e Zhou foi o oitavo, com 55 pontos a mais que Schumacher.
Continuou na Prema (rebatizada como Prema Theodore Racing) para a temporada 2018 da Fórmula 3 Europeia, desta vez com Ralf Aron, Marcus Armstrong e Robert Shwartzman como companheiros de equipe, enquanto Guanyu Zhou permaneceu na equipe. Após 44 corridas na categoria, Mick obteve sua primeira vitória na corrida 3 de Spa-Francorchamps após realizar uma dupla ultrapassagem sobre Armstrong e Shwartzman, e entrou de vez na briga pelo título ao vencer em Nürburgring, assumindo a liderança do campeonato depois de vencer no Red Bull Ring. O título foi confirmado após o segundo lugar na segunda corrida de Hockenheimring, vencida pelo estoniano Jüri Vips.

### Fórmula 2

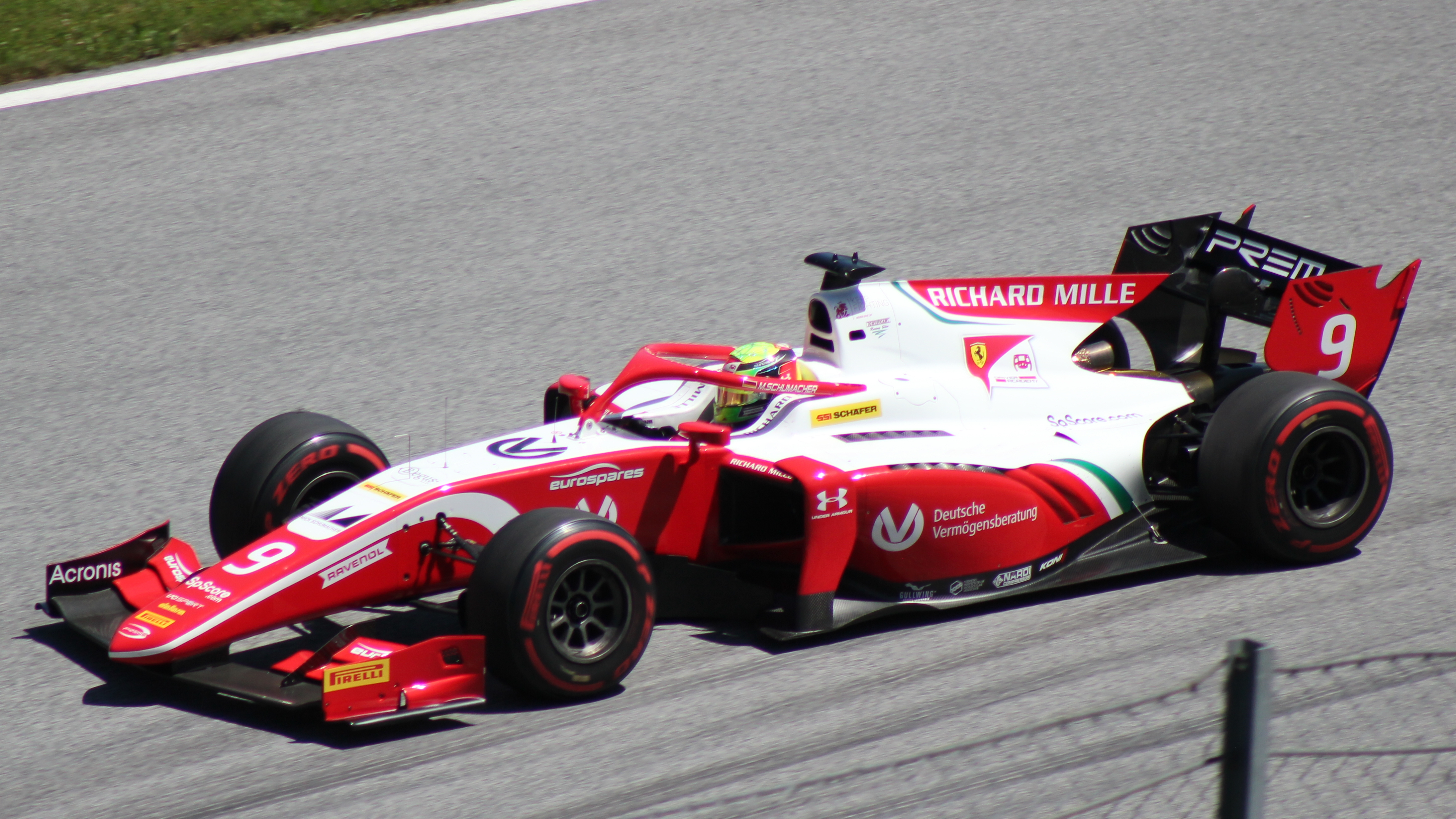
Schumacher durante a etapa de Spielberg, Áustria no Red Bull Ring. (2019)

Em novembro de 2018, foi anunciado que Mick Schumacher iria disputar a temporada de 2019 do Campeonato de Fórmula 2 da FIA pela equipe Prema Racing ao lado de Sean Gelael.
O piloto testou carros de Fórmula 1 e fez uma temporada instável na Fórmula 2, vencendo sua primeira corrida em Budapeste, mas acumulando colisões durante o ano. Ele foi o 12º colocado na temporada, fazendo 53 pontos e superando Gelael por ampla margem.
Ele continuou com a equipe para a disputa da temporada de 2020, tendo como novo companheiro o russo Robert Shwartzman, que foi campeão da Fórmula 3 no ano anterior. Ele teve duas vitórias nas corridas longas de Monza e de Sochi, fazendo mais oito pódios ao longo do ano. Ele disputou o título com Callum Ilott, seu colega da Ferrari Driver Academy, até a última rodada da temporada realizada no Barém. Schumacher qualificou-se em 18º, após um incidente com Roy Nissany. Ele conduziu uma boa recuperação até o sexto lugar, marcando a volta mais rápida. Na corrida final, Illot e Schumacher não marcaram pontos. Este resultado confirmou Schumacher como o campeão da Fórmula 2 de 2020.

### Fórmula 1
Schumacher ingressou na Ferrari Driver Academy em janeiro de 2019, citando os laços da Ferrari com sua família como um motivo significativo para ingressar. Em abril de 2019, ele pilotou pela primeira vez um carro moderno de Fórmula 1, ao conduzir o Ferrari SF90 durante o primeiro dia de testes da temporada no Barém, completando 56 voltas e fazendo o segundo melhor tempo, sendo superado apenas por Max Verstappen. Ele continuou os testes da temporada para a Alfa Romeo Racing no dia seguinte.
Schumacher deveria fazer sua estreia nos treinos de Fórmula 1 na etapa de Eifel, na primeira sessão de treinos, pilotando pela Alfa Romeo no lugar de Antonio Giovinazzi, mas por conta das más condições climáticas, a sessão foi cancelada e ele não correu. Assim, a sua estreia nos treinos se deu no GP de Abu Dhabi, pilotando pela Haas no lugar de Kevin Magnussen, posteriormente, repetindo a dose no teste de jovens pilotos da pós-temporada.
Schumacher costumava usar a abreviatura 'SCH' na Fórmula 2, mas antes da temporada de 2021, Schumacher solicitou o uso da abreviatura 'MSC' para seu nome. Essa sigla era a abreviatura usada por seu pai Michael, para distingui-lo de seu irmão Ralf, cujo tempo na Fórmula 1 coincidiu.

#### Haas (2021–2022)

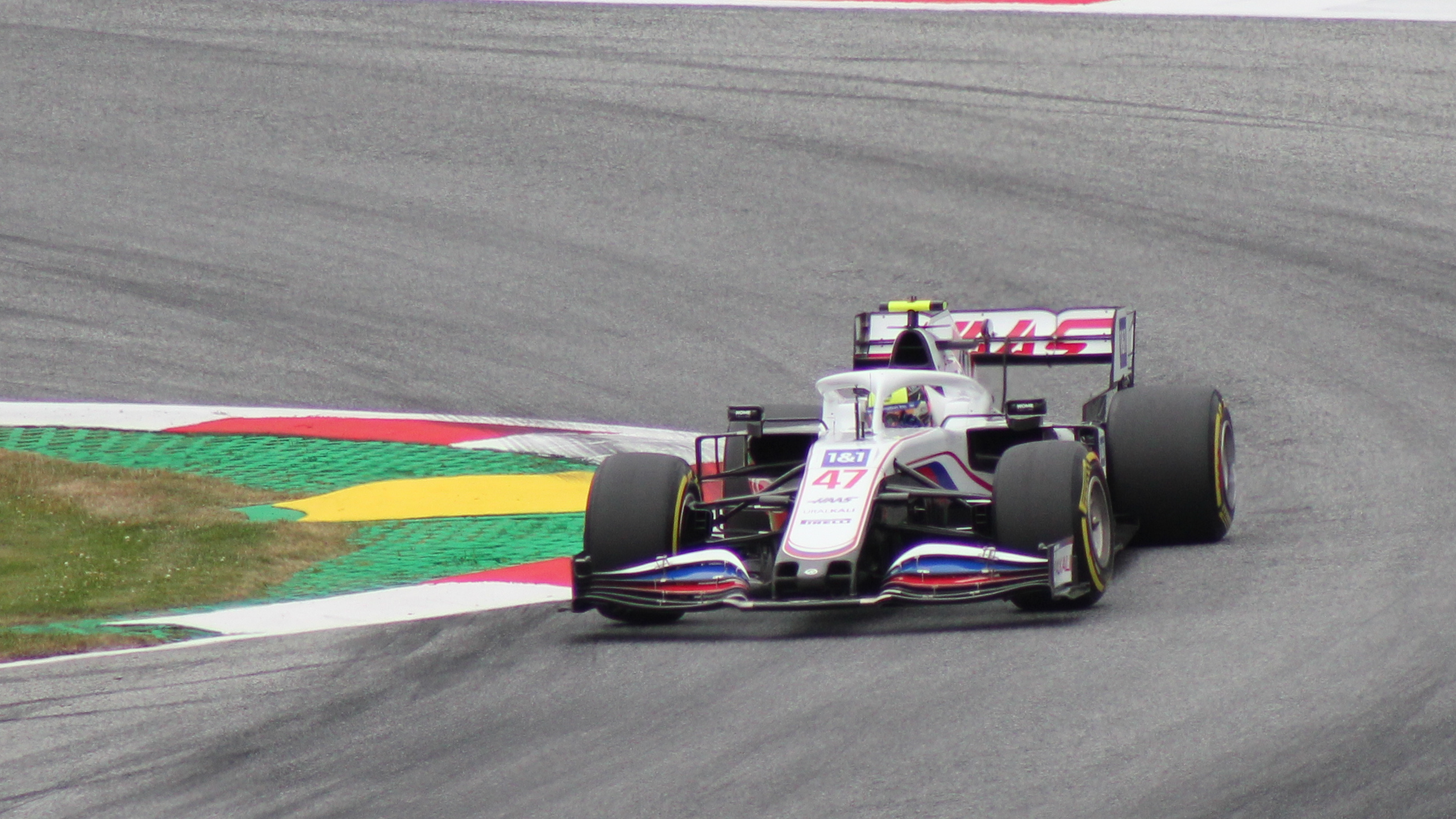
Schumacher no GP da Áustria de 2021

No dia 2 de dezembro de 2020, foi anunciado que Schumacher havia sido contratado pela equipe de Fórmula 1 da Haas para a disputa da categoria a partir de 2021, ele assinou um contrato de vários anos, mais a equipe desistiu do contrato e Mick encerrou sua participação na Haas no fim da temporada 2022. Mick é o sexto filho de um campeão mundial a tentar repetir os passos do pai na Fórmula 1. Além do filho de Michael Schumacher, a categoria já teve os pares Keke e Nico Rosberg, Graham e Damon Hill, Nelson Piquet e Nelson Piquet Jr., Jack e David Brabham e Mario e Michael Andretti. Desses, apenas Damon e Nico repetiram os feitos dos progenitores ao também se consagrarem campeões mundiais. Mick é o terceiro membro da família Schumacher na Fórmula 1: Michael (pai) e Ralf (tio).
Em seu primeiro ano na Haas, Mick ficou distante da zona de pontuação, figurando quase sempre nas últimas posições, tanto nas classificações quanto nas corridas. Ele sofreu muitos acidentes, o que lhe deu o primeiro lugar na lista dos pilotos que mais causaram prejuízos à equipe, pois suas batidas custaram 4,2 milhões de euros (R$ 27 milhões) à Haas. Mesmo assim, superou Nikita Mazepin, seu colega na equipe, com grande folga, largando à frente deste em 20 de 22 corridas. Seu melhor resultado em 2021 foi o 12º lugar no Grande Prêmio da Hungria, e ele encerrou a temporada na 19ª posição. No fim de 2021, ele passou a conciliar seu cargo de titular na Haas com o de reserva na equipe Ferrari, nas corridas em que o outro reserva, Antonio Giovinazzi, não poderia estar presente por conta de sua participação na Fórmula E.

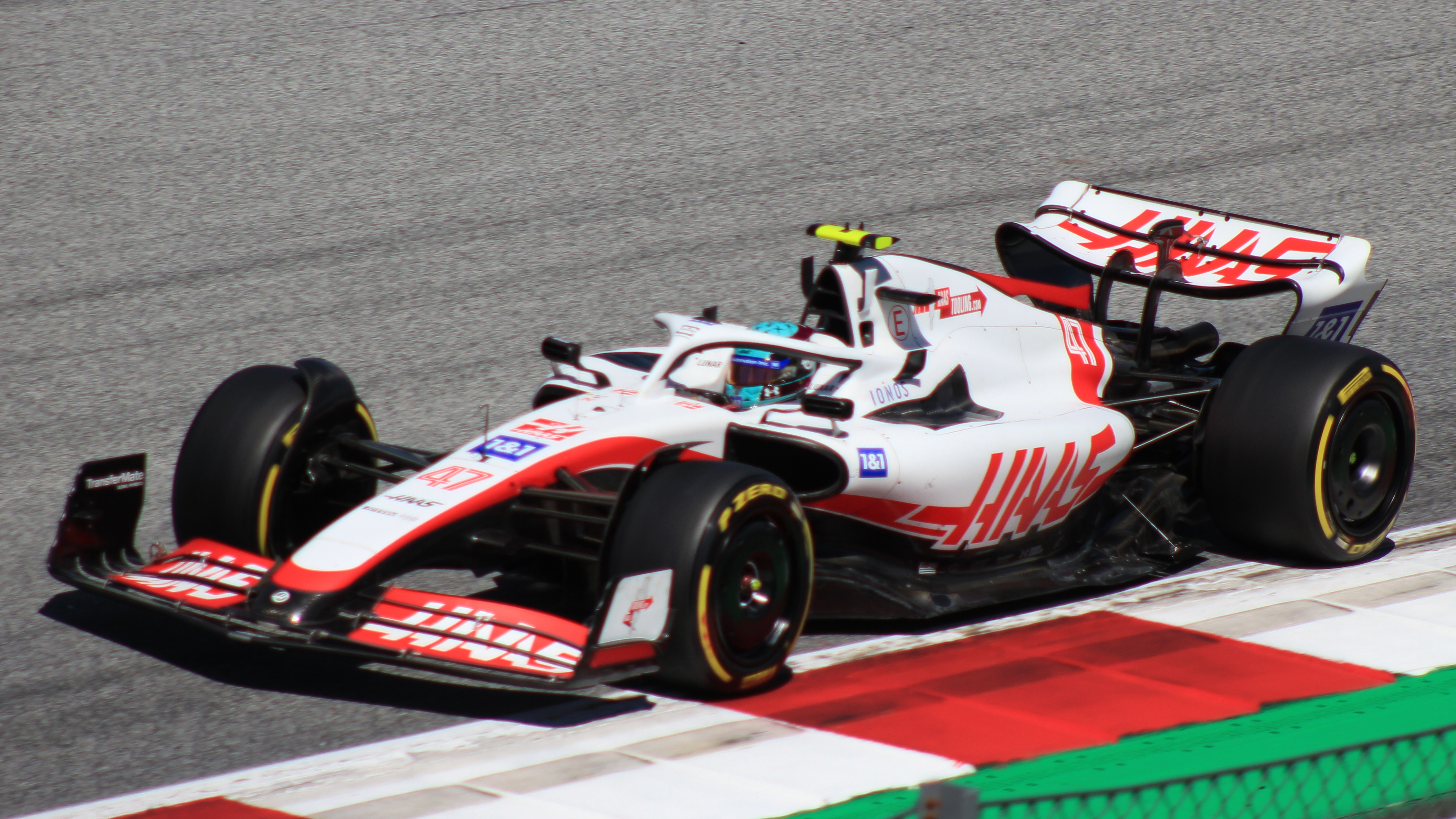
Schumacher no GP da Áustria de 2022

Na sua segunda temporada na equipe estadunidense, Schumacher foi surpreendido com a troca de seu companheiro de equipe, Mazepin, que foi dispensado da Haas por conta do ataque russo à Ucrânia. Para o lugar dele, entrou o veterano Kevin Magnussen. 2022 lhe trouxe seus primeiros pontos, conquistados após terminar em sexto no GP da Áustria e em oitavo no GP da Inglaterra. Mas ele continuou se envolvendo em acidentes, como o da Arábia Saudita, que o fez ser hospitalizado, e o de Mônaco, que partiu seu carro ao meio. Assim, ele foi superado por Magnussen, que se classificou na sua frente em 16 de 22 corridas e acabou tendo seu contrato rescindido, sendo substituído por seu compatriota, o também veterano Nico Hulkenberg. O mesmo ocorreu com a Ferrari, que dispensou Mick de sua academia de jovens pilotos e do posto de reserva da equipe.

#### Reserva na Mercedes (2023–2024)
Em 15 de dezembro de 2022, Mick foi anunciado como o mais novo piloto reserva da Mercedes, substituindo Nyck de Vries, que se tornou piloto titular da Alpha Tauri, e Stoffel Vandoorne, que passou a ser reserva da Aston Martin. Nessa nova função, Schumacher fez trabalhos no simulador, participou de ações de marketing e esteve presente em todos os GPs de 2023. Por ser piloto Mercedes, Mick também serviu como reserva para a equipe cliente, McLaren, e participou de testes privados com o time britânico em Portugal.
Ele seguiu como reserva da Mercedes para 2024, conciliando esse cargo com o Campeonato Mundial de Endurance. Ele dividiu o posto com o dinamarquês Frederik Vesti. O alemão dirigiu um carro da McLaren em testes no Circuito de Silverstone, completando 53 voltas, e pilotou o W14 nos testes de pneus da Pirelli em Barcelona. Ele também testou pela Alpine, pilotando o A522 em Paul Ricard juntamente com seu velho conhecido Jack Doohan, no que teria sido uma disputa pela vaga de titular na equipe francesa para 2025, mas foi Doohan que levou a melhor, com seu tio Ralf afirmando que Mick só soube disso pelas redes sociais.
Em novembro de 2024, foi anunciado que Mick deixaria de ser reserva da Mercedes, para se concentrar em sua carreira automobilística nas corridas de resistência.

### Mundial de Endurance (WEC)

#### Alpine (2024–)

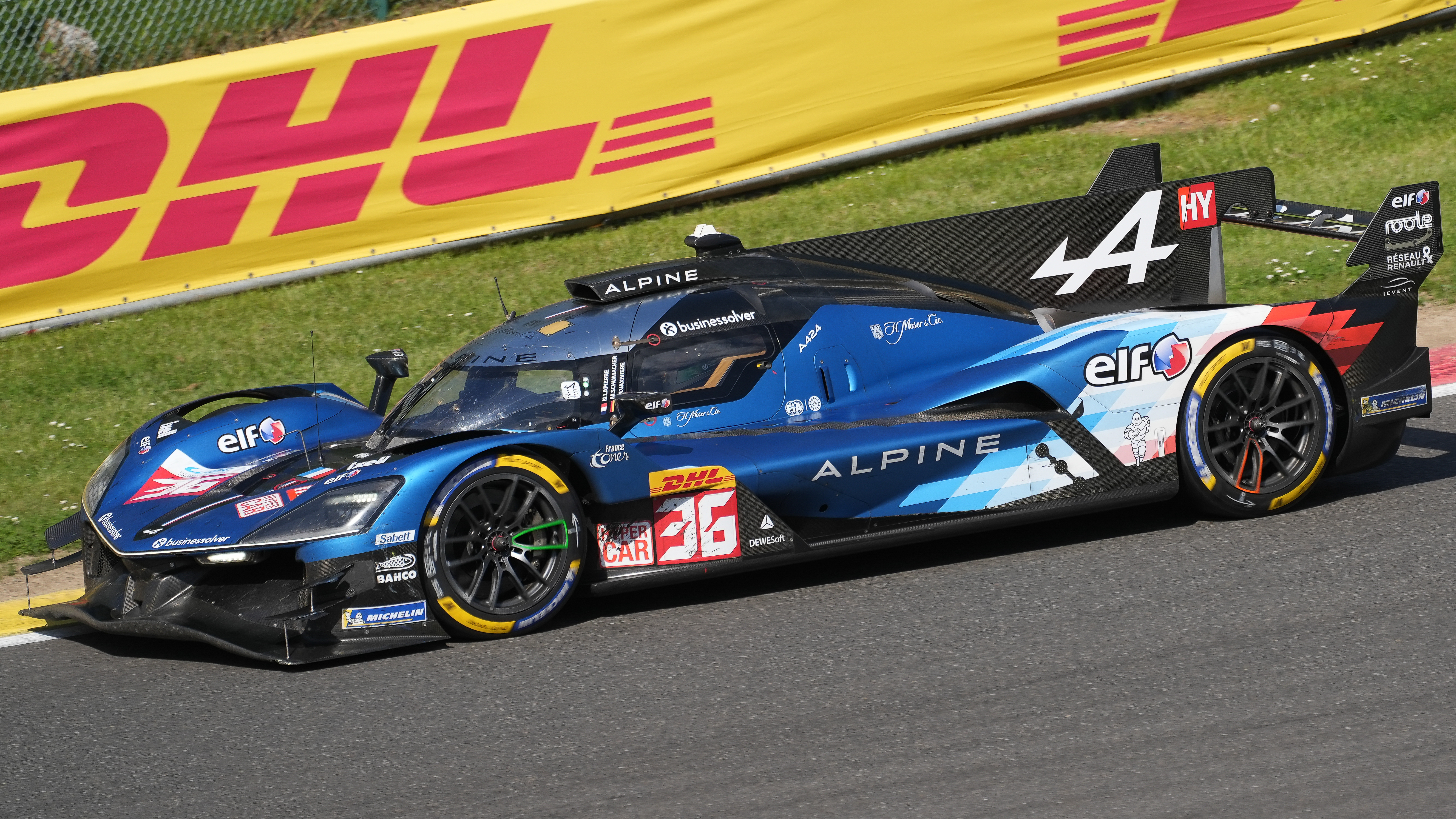
Carro de Schumacher nas 6 Horas de Spa-Francorchamps

Em 2024, a Alpine Endurance Team anunciou que Mick Schumacher seria um dos seus pilotos para o Mundial de Endurance (WEC), pela classe Hypercar. O alemão já havia feito testes com um dos carros da equipe francesa no ano anterior, mas visando uma vaga na F1. Em seu primeiro ano no WEC, Mick correu ao lado de Nicolas Lapierre, Matthieu Vaxivière e Charles Milesi no Alpine A424 número 36. Sua melhor posição da temporada foi em Fuji, quando ele alcançou o terceiro lugar. Ele também fez sua primeira participação nas 24 Horas de Le Mans, mas problemas no motor de seu carro o fizeram abandonar a tradicional prova.
Mick continua no endurance para 2025, seguindo no mesmo carro com Milesi e ganhando a companhia de Frédéric Makowiecki, egresso da Porsche.

## Resultados na carreira

### Resumo
| Temporada | Categoria                          | Equipe                        | Corridas        | Vitórias        | Poles           | V.M.R.          | Pódios          | Pontos          | Clasificação    |
| --------- | ---------------------------------- | ----------------------------- | --------------- | --------------- | --------------- | --------------- | --------------- | --------------- | --------------- |
| 2015      | ADAC Fórmula 4                     | Van Amersfoort Racing         | 22              | 1               | 0               | 0               | 2               | 92              | 10.º            |
| 2015      | Remus Formel 4 - Formel 1800 Pokal | Van Amersfoort Racing         | 2               | 0               | ?               | 2               | 0               | 6               | 5.º             |
| 2015–16   | MRF Challenge Formula 2000         | MRF Racing                    | 4               | 0               | 0               | 0               | 2               | 51              | 10.º            |
| 2016      | ADAC Fórmula 4                     | Prema Powerteam               | 24              | 5               | 4               | 2               | 12              | 322             | 2.º             |
| 2016      | Fórmula 4 Italiana                 | Prema Powerteam               | 18              | 5               | 4               | 6               | 10              | 216             | 2.º             |
| 2016–17   | MRF Challenge Formula 2000         | MRF Racing                    | 16              | 4               | 2               | 1               | 9               | 215             | 3.º             |
| 2017      | Campeonato Europeu de Fórmula 3    | Prema Powerteam               | 30              | 0               | 0               | 0               | 1               | 94              | 12.º            |
| 2017      | Grande Prémio de Macau             | Prema Powerteam               | 1               | 0               | 0               | 1               | 0               | N/A             | 16.º            |
| 2018      | Campeonato Europeu de Fórmula 3    | Prema Theodore Racing         | 30              | 8               | 7               | 4               | 14              | 365             | 1.º             |
| 2018      | Grande Prémio de Macau             | SJM Theodore Racing by Prema  | 1               | 0               | 0               | 0               | 0               | N/A             | 5.º             |
| 2019      | Fórmula 2                          | Prema Racing                  | 22              | 1               | 0               | 2               | 1               | 53              | 12.º            |
| 2020      | Fórmula 2                          | Prema Racing                  | 24              | 2               | 0               | 2               | 10              | 215             | 1.º             |
| 2020      | Fórmula 1                          | Alfa Romeo Racing Orlen       | Piloto de teste | Piloto de teste | Piloto de teste | Piloto de teste | Piloto de teste | Piloto de teste | Piloto de teste |
| 2020      | Fórmula 1                          | Haas F1 Team                  | Piloto de teste | Piloto de teste | Piloto de teste | Piloto de teste | Piloto de teste | Piloto de teste | Piloto de teste |
| 2021      | Fórmula 1                          | Uralkali Haas F1 Team         | 22              | 0               | 0               | 0               | 0               | 0               | 19.º            |
| 2022      | Fórmula 1                          | Haas F1 Team                  | 11              | 0               | 0               | 0               | 0               | 12              | 15.º            |
| 2022      | Fórmula 1                          | Ferrari                       | Piloto reserva  | Piloto reserva  | Piloto reserva  | Piloto reserva  | Piloto reserva  | Piloto reserva  | Piloto reserva  |
| 2023      | Fórmula 1                          | Mercedes-AMG PETRONAS F1 Team | Piloto reserva  | Piloto reserva  | Piloto reserva  | Piloto reserva  | Piloto reserva  | Piloto reserva  | Piloto reserva  |
| 2023      | Fórmula 1                          | McLaren                       | Piloto reserva  | Piloto reserva  | Piloto reserva  | Piloto reserva  | Piloto reserva  | Piloto reserva  | Piloto reserva  |
| 2024      | Fórmula 1                          | Mercedes-AMG PETRONAS F1 Team | Piloto reserva  | Piloto reserva  | Piloto reserva  | Piloto reserva  | Piloto reserva  | Piloto reserva  | Piloto reserva  |
| 2024      | Fórmula 1                          | McLaren                       | Piloto reserva  | Piloto reserva  | Piloto reserva  | Piloto reserva  | Piloto reserva  | Piloto reserva  | Piloto reserva  |
| 2024      | Mundial de Endurance - Hypercar    | Alpine Endurance Team         | 8               | 0               | 0               | 0               | 1               | 21              | 22º             |
| 2025      | Mundial de Endurance - Hypercar    | Alpine Endurance Team         | 0               | 0               | 0               | 0               | 0               | 0               | ?*              |

* Temporada ainda em andamento.

### Resultado na Formula 2
(Legenda) (Corridas em negrito indicam pole position; corridas em italico indicam pontos pela volta mais rápida dentro dos dez primeiros colocados)
| Ano  | Equipe       | 1           | 2          | 3           | 4            | 5          | 6          | 7          | 8           | 9           | 10          | 11         | 12        | 13         | 14        | 15        | 16        | 17        | 18        | 19         | 20        | 21          | 22          | 23         | 24          | Class. | Pontos |
| ---- | ------------ | ----------- | ---------- | ----------- | ------------ | ---------- | ---------- | ---------- | ----------- | ----------- | ----------- | ---------- | --------- | ---------- | --------- | --------- | --------- | --------- | --------- | ---------- | --------- | ----------- | ----------- | ---------- | ----------- | ------ | ------ |
| 2019 | Prema Racing | BAR FEA 8   | BAR SPR 6  | BAC FEA Ret | BAC SPR 5    | CAT FEA 15 | CAT SPR 12 | MON FEA 13 | MON SPR 11  | LEC FEA Ret | LEC SPR Ret | RBR FEA 18 | RBR SPR 4 | SIL FEA 11 | SIL SPR 6 | HUN FEA 8 | HUN SPR 1 | SPA FEA C | SPA SPR C | MNZ FEA NC | MNZ SPR 6 | SOC FEA Ret | SOC SPR Ret | YMC FEA 9  | YMC SPR 11  | 12th   | 53     |
| 2020 | Prema Racing | RBR1 FEA 11 | RBR1 SPR 7 | RBR2 FEA 4  | RBR2 SPR Ret | HUN FEA 3  | HUN SPR 3  | SIL1 FEA 9 | SIL1 SPR 14 | SIL2 FEA 7  | SIL2 SPR 2  | CAT FEA 6  | CAT SPR 3 | SPA FEA 3  | SPA SPR 2 | MNZ FEA 1 | MNZ SPR 3 | MUG FEA 5 | MUG SPR 4 | SOC FEA 1  | SOC SPR 3 | BAR1 FEA 4  | BAR1 SPR 7  | BAR2 FEA 6 | BAR2 SPR 18 | 1.°    | 215    |

### Resultados na Fórmula 1
(legenda) (resultados em negrito indicam pole position; resultados em itálico indicam volta mais rápida)
| Temporada | Equipe                | Chassis    | Motor              | 1      | 2       | 3      | 4      | 5      | 6      | 7       | 8      | 9       | 10     | 11     | 12     | 13     | 14     | 15      | 16     | 17     | 18      | 19     | 20     | 21      | 22     | Class. | Pontos |   |
| --------- | --------------------- | ---------- | ------------------ | ------ | ------- | ------ | ------ | ------ | ------ | ------- | ------ | ------- | ------ | ------ | ------ | ------ | ------ | ------- | ------ | ------ | ------- | ------ | ------ | ------- | ------ | ------ | ------ | - |
| 2021      | Uralkali Haas F1 Team | Haas VF-21 | Ferrari 065/6 V6 t | BAR 16 | EMI 16  | POR 17 | ESP 18 | MON 18 | AZE 13 | FRA 19  | EST 16 | AUT 18  | GBR 18 | HUN 12 | BEL 16 | PBS 18 | ITA 15 | RUS Ret | TUR 19 | EUA 16 | CMX Ret | SAO 18 | CAT 16 | ARA Ret | ABU 14 | 19º    | 0      | 0 |
| 2022      | Haas F1 Team          | Haas VF-22 | Ferrari 066/7 V6 t | BAR 11 | ARA Les | AUS 13 | EMI 17 | MIA 15 | ESP 14 | MON Ret | AZE 14 | CAN Ret | GBR 8  | AUT 6  | FRA 15 | HUN 14 | BEL 17 | PBS 13  | ITA 12 | SIN 13 | JAP 17  | EUA 14 | CMX 16 | SAO 13  | ABU 16 | 16º    | 12     |   |